# 青木由紀子
青木 由紀子（あおき ゆきこ、1954年1月 - ）は、日本の英文学者、翻訳家。和洋女子大学教授。

## 略歴
東京生まれ。本姓・門脇。
東京大学で由良君美に学び、1976年教養学科文化人類学専攻卒業、大学院比較文学比較文化に進んで英国哲学を学び、1983年単位取得満期退学。
山形大学助教授を経て1990年頃から和洋女子大学助教授、教授。
ファンタジーの翻訳研究にとりくむ。夫は東大教授（哲学）の門脇俊介。

## 著書
- 『七つのテーマから読み解く英米児童文学』（ミネルヴァ書房） 2009

## 翻訳
- 『こんな絵本があった 子どもの本のさし絵の歴史』（ウィリアム・フィーヴァー、晶文社） 1978.10
- 『コニーアイランド物語』（ノーマン・ロステン、晶文社） 1980.1
- 『テムズ河の人々』（ペネロピ・フィッツジェラルド、晶文社、ダウンタウン・ブックス） 1981.6
- 『女探偵大研究』（キャスリーン・グレゴリー・クライン、晶文社） 1994.4

### アーシュラ・K・ル＝グウィン
- 『ロカノンの世界』（アーシュラ・K・ル＝グイン、サンリオSF文庫） 1980.12
- 『夜の言葉 ファンタジー・SF論』（アーシュラ・K・ル＝グウィン、山田和子, 千葉薫, 室住信子, 小池美佐子, 深町眞理子共訳、サンリオSF文庫） 1985　のち岩波現代文庫
- 『ファンタジーと言葉』（アーシュラ・K.ル＝グウィン、岩波書店） 2006.5

### マーガレット・マーヒー
- 『足音がやってくる』（ マーガレット・マーヒー、岩波書店） 1989.10
- 『いかさま海賊こんぐら航海記』（マーガレット・マーヒー、福音館書店） 1990.12
- 『贈りものは宇宙のカタログ』（マーガレット・マーヒー、岩波書店） 1992.7
- 『空中の王国 九つの愛の物語』（マーガレット・マーヒー、岩波書店） 1994.11
- 『危険な空間』（マーガレット・マーヒー、岩波書店） 1996.3
- 『地下脈系』（マーガレット・マーヒー、岩波書店） 1998.6